# Lord-Howemangrovezanger
De Lord-Howemangrovezanger (Gerygone insularis) is een uitgestorven zangvogel uit de familie Acanthizidae (Australische zangers).

## Verspreiding en leefgebied
Deze soort was endemisch op het Australische Lord Howe-eiland. Na de introductie van ratten is de vogel voor het laatst gezien in 1928. Bij een uitgebreide zoektocht in 1936 is de vogel niet meer gevonden.